# Sassandrioides asperata
Sassandrioides asperata är en skalbaggsart som först beskrevs av Karl Adlbauer 2007.  Sassandrioides asperata ingår i släktet Sassandrioides och familjen långhorningar.
Artens utbredningsområde är Malawi. Inga underarter finns listade i Catalogue of Life.